# Katharina Franziska von Wattenwyl

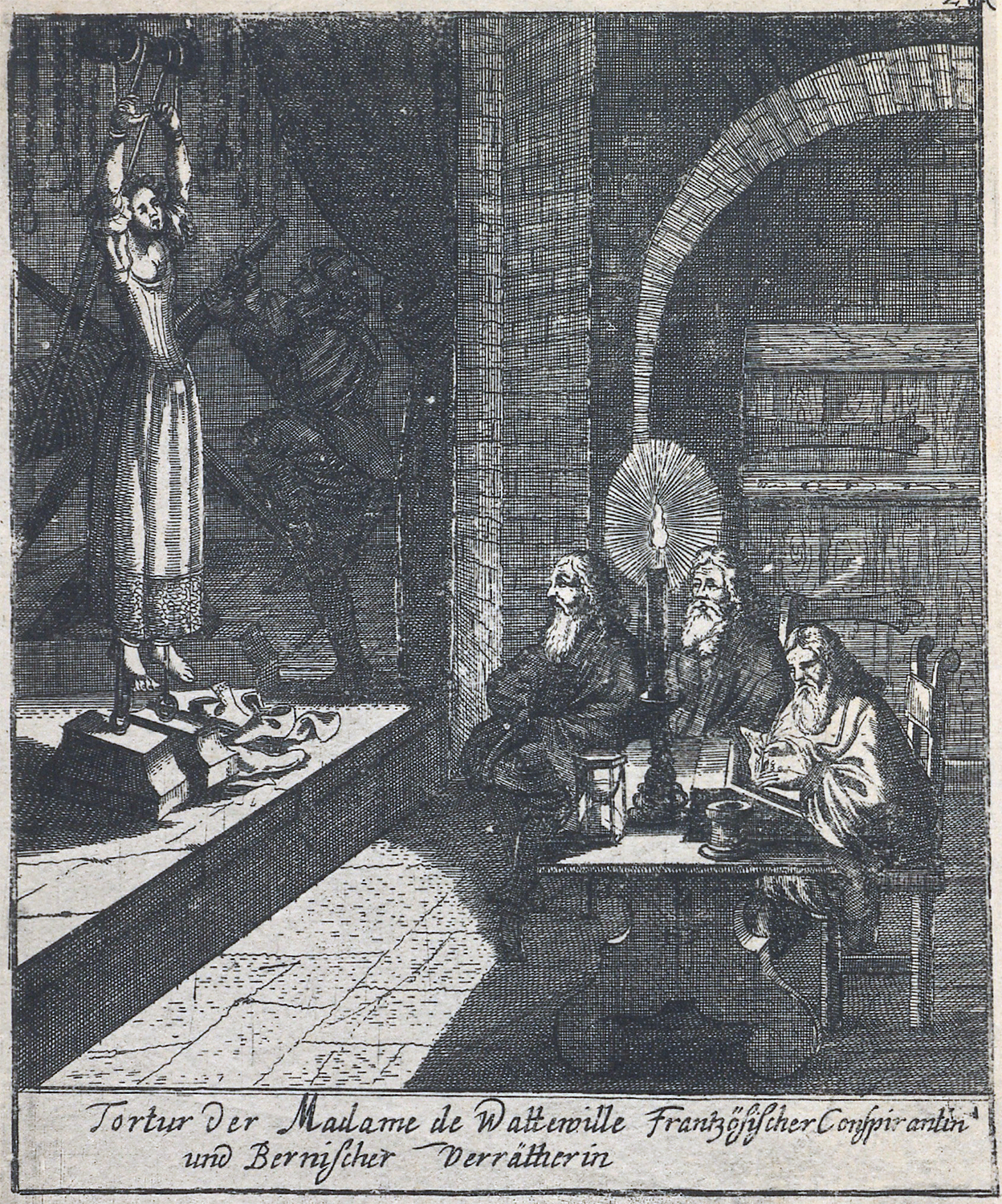
Bildnis von der Folter von Katharina von Wattenwyl, 1900, Burgerbibliothek Bern

Katharina Franziska von Wattenwyl (* Dezember 1645 in Bonmont; † 21. November 1714 Valangin; heimatberechtigt in Bern) war eine Schweizer Patrizierin und Spionin.

## Leben

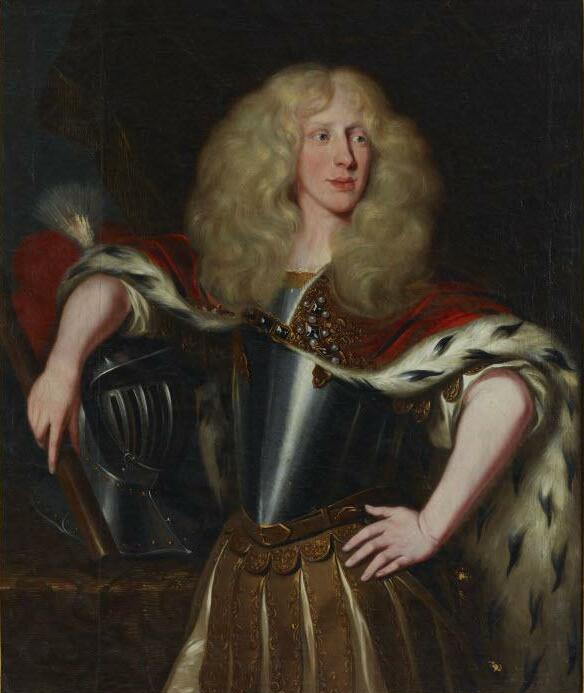
Angebliches Porträt von Katharina Franziska von Wattenwyl, gemalt von Theodor Dietrich Roos (1674), im Besitz der Stiftung Schloss La Sarraz

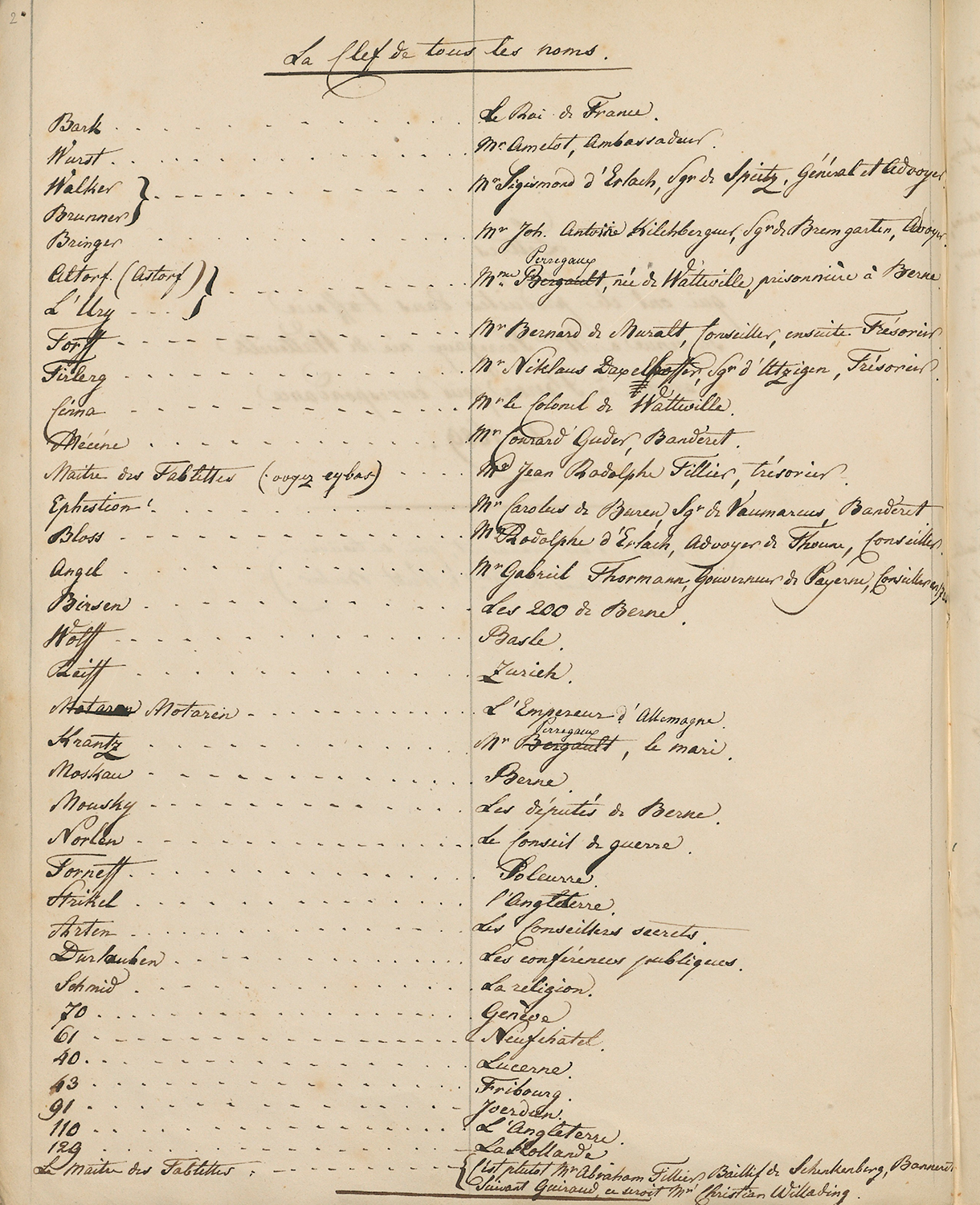
Verzeichnis mit entschlüsselten Codenamen, 1714, Burgerbibliothek Bern

Katharina Franziska von Wattenwyl war eine Tochter von Gabriel von Wattenwyl, Landvogt von Bonmont und Oron, und Barbara von Wattenwyl. Sie heiratete im Jahr 1669 Abraham Le Clerc, Pfarrer von Därstetten. Eine zweite Ehe ging sie 1679 mit Samuel Perregaux, Gerichtsschreiber, später Bürgermeister von Valangin, ein.
Wegen Spionagediensten für König Ludwig XIV. von Frankreich wurde sie 1690 in Bern in einem Hochverratsprozess nach harter Folter zum Tod verurteilt. Ihre Familie erreichte aber eine Milderung der Strafe auf lebenslange Verbannung. Heftige Kritik am Prozess übte Joseph Werner mit seinem allegorischen Bilderzyklus von 1690 bis 1691, nach dem von Wattenwyl in den Auseinandersetzungen zwischen pro- und antifranzösischen Kräften als Sündenbock herhalten musste.
Katharina Franziska von Wattenwyls Leben bildete die Vorlage der Romane von Adolf Frey Die Jungfer von Wattenwyl, erschienen 1912, und Therese Bichsels Roman Catherine von Wattenwyl, publiziert 2004.

## Werke
- Mémoire de Madame Perrgaux neé Watteville. In: Archiv des Historischen Vereins des Kantons Bern. Band 6, 1867, S. 71–168. Webzugriff via e-periodica.ch.